# Höfingen (przystanek kolejowy)
Höfingen – przystanek kolejowy w Leonberg, w kraju związkowym Badenia-Wirtembergia, w Niemczech. Znajdują się tu 2 perony.